# Green Bay Packers 1965
La stagione 1965 dei Green Bay Packers è stata la 45ª della franchigia nella National Football League. La squadra, allenata da Vince Lombardi, ebbe un record di 10-3-1, terminando prima a pari merito nella Western Conference con i Baltimore Colts.
Nell’ultima gara della stagione regolare al Kezar Stadium a San Francisco, un touchdown nel finale dei 49ers portò a un pareggio e fece scendere Green Bay allo stesso record dei Colts. Anche se i Packers avevano sconfitto Baltimore per due volte durante la stagione regolare, le regole dell’epoca richiesero uno spareggio, disputato a Green Bay il 26 dicembre. Con entrambe le squadre che schierarono i quarterback di riserva, i  Packers pareggiarono i Colts nel finale e vinsero ai tempi supplementari per 13–10.
Green Bay incontrò i campioni in carica, i Cleveland Browns (11–3), nella finale di campionato, anch'essa disputata a Green Bay. I Packers vinsero per 23–12, conquistando il loro nono titolo, il terzo della gestione Lombardi. Fu l'ultima finale del campionato NFL prima dell'avvento del Super Bowl e il primo di tre titoli consecutivi per Green Bay.
Conosciuto come "New City Stadium" nelle sue prime otto stagioni, lo stadio dei Packers fu rinominato Lambeau Field nell'agosto 1965 in memoria del fondatore, giocatore e allenatore Curly Lambeau, scomparso due mesi prima.

## Roster
| Roster dei Green Bay Packers nel 1965 |
| --- |
| Quarterback - Bart Starr - Zeke Bratkowski - Dennis Claridge Running Back - Paul Hornung - Tom Moore - Elijah Pitts - Jim Taylor Wide Receiver - Carroll Dale - Boyd Dowler - Max McGee Tight End - Marv Fleming - Bill Anderson Offensive Linemen - Ken Bowman C - Bill Curry C - Forrest Gregg T - Dan Grimm G - Jerry Kramer G - Bob Skoronski T - Fuzzy Thurston G Defensive Linemen - Lionel Aldridge DE - Willie Davis DE - Henry Jordan DT - Ron Kostelnik DT Linebacker - Lee Roy Caffey OLB - Tommy Crutcher - Ray Nitschke MLB - Dave Robinson OLB Defensive Back - Herb Adderley CB - Hank Gremminger - Doug Hart SS/CB - Bob Jeter CB - Willie Wood SS/PR - Tom Brown Special Team - Don Chandler |
| Legenda - I rookie sono in corsivo. - Il primo ruolo è il principale mentre gli eventuali successivi indicano i ruoli secondari. - (IR) sta per Injured Reserve ed indica la lista ristretta per un solo giocatore infortunato che può tornare ad allenarsi dopo la settimana 6 e a rientrare in prima squadra dopo che questa ha giocato 8 partite. - (NF-Inj.) / (NF-Ill.) stanno rispettivamente per Non-Football Injured e Non-Football Illness ed indicano le liste dove viene inserito un giocatore che ha un infortunio o una malattia non dipendente dal football americano. - (PUP) sta per Physically Unable to Perform ed indica la lista dove viene inserito un giocatore mentre è in attesa di recuperare la condizione fisica. Nella stagione regolare dopo la sesta partita giocata dalla propria squadra, il giocatore ha tempo tre settimane per riprendere ad allenarsi, più tre settimane aggiuntive dal suo rientro agli allenamenti per rientrare in prima squadra. |

## Calendario
| Stagione regolare |              |                        |           |        |                               |
| Turno             | Data         | Avversario             | Risultato | Record | Stadio                        |
| 1                 | 19 settembre | at Pittsburgh Steelers | V 41–9    | 1–0    | Pitt Stadium                  |
| 2                 | 26 settembre | Baltimore Colts        | V 20–17   | 2–0    | Milwaukee County Stadium      |
| 3                 | 3 ottobre    | Chicago Bears          | V 23–14   | 3–0    | Lambeau Field                 |
| 4                 | 10 ottobre   | San Francisco 49ers    | V 27–10   | 4–0    | Lambeau Field                 |
| 5                 | 17 ottobre   | at Detroit Lions       | V 31–21   | 5–0    | Tiger Stadium                 |
| 6                 | 24 ottobre   | Dallas Cowboys         | V 13–3    | 6–0    | Milwaukee County Stadium      |
| 7                 | 31 ottobre   | at Chicago Bears       | S 31–10   | 6–1    | Wrigley Field                 |
| 8                 | 7 novembre   | Detroit Lions          | S 12–7    | 6–2    | Lambeau Field                 |
| 9                 | 14 novembre  | Los Angeles Rams       | V 6–3     | 7–2    | Milwaukee County Stadium      |
| 10                | 21 novembre  | at Minnesota Vikings   | V 38–13   | 8–2    | Metropolitan Stadium          |
| 11                | 28 novembre  | at Los Angeles Rams    | S 21–10   | 8–3    | Los Angeles Memorial Coliseum |
| 12                | 5 dicembre   | Minnesota Vikings      | V 24–19   | 9–3    | Lambeau Field                 |
| 13                | 12 dicembre  | at Baltimore Colts     | V 42–27   | 10–3   | Memorial Stadium              |
| 14                | 19 dicembre  | at San Francisco 49ers | P 24–24   | 10–3–1 | Kezar Stadium                 |

Note: gli avversari della propria conference sono in grassetto.

### Playoff
| Playoff    |             |                  |               |               |          |         |
| Turno      | Data        | Avversario       | Risultato     | Stadio        | Pubblico | Sintesi |
| Conference | 26 dicembre | Baltimore Colts  | V 13–10 (dts) | Lambeau Field | 50,484   | Recap   |
| Finale     | 2 gennaio   | Cleveland Browns | V 23–12       | Lambeau Field | 50,777   | Recap   |

## Classifiche
| NFL Western Conference |    |    |   |      |       |     |     |     |
|                        | V  | S  | P | %    | DIV   | PF  | PS  | STR |
| Green Bay Packers      | 10 | 3  | 1 | .769 | 8–3–1 | 316 | 224 | P1  |
| Baltimore Colts        | 10 | 3  | 1 | .769 | 8–3–1 | 389 | 284 | V1  |
| Chicago Bears          | 9  | 5  | 0 | .643 | 7–5   | 409 | 275 | S1  |
| San Francisco 49ers    | 7  | 6  | 1 | .538 | 6–5–1 | 421 | 402 | P1  |
| Minnesota Vikings      | 7  | 7  | 0 | .500 | 5–7   | 383 | 403 | V2  |
| Detroit Lions          | 6  | 7  | 1 | .462 | 4–7–1 | 257 | 295 | V1  |
| Los Angeles Rams       | 4  | 10 | 0 | .286 | 2–10  | 269 | 328 | S1  |

Nota:  i pareggi non venivano conteggiati ai fini della classifica fino al 1972.